# Jacobine Grohe
Jacobine Grohe, eigentlich Johanna Gabriele Henriette Grohe geborene Hartmeier (* 7. Oktober 1866 in Niederpoyritz bei Dresden; † 18. Dezember 1948 in Berlin-Rahnsdorf) war eine deutsche Theaterschauspielerin.

## Leben
Johanna Hartmeier wurde von Adolf Bauer unterrichtet. Ihr erstes Engagement hatte sie 1889 in Koblenz. 1890 arbeitete sie am Hoftheater Wiesbaden, 1892 in Straßburg und 1894 am Lobetheater in Breslau.
In Wiesbaden heiratete sie 1892 den aus Mannheim stammenden Schauspieler und späteren Bühneninspektor Michael Grohe (1864–1924), der sich auch Richard Grohé nannte.
1895 debütierte sie am Darmstädter Hoftheater als „Martha“ in Der Weg zum Herzen. Dort blieb sie bis mindestens 1902.
Sie vertrat das Fach der Salondamen und Soubretten und verstand es, durch ihr natürliches Temperament, ihren Frohsinn, naive Koketterie, behände und zugleich diskrete Gebärden ihre Darbietungen höchst wirkungsvoll zu gestalten. Es seien hervorgehoben: „Madame Sans-Gêne“, „Comtesse Guckerl“, „Anna Birkmayer“, „Traute“ (Rosenmontag), „Goldene Eva“, „Hanne Scheel“ etc.